# Disken
Disken är en ö i Finland. Den ligger i Skärgårdshavet och i kommunen Pargas i den ekonomiska regionen  Åboland i landskapet Egentliga Finland, i den sydvästra delen av landet. Ön ligger omkring 69 kilometer sydväst om Åbo och omkring 190 kilometer väster om Helsingfors. Disken ligger 7 meter över havet.
Öns area är 2,2 hektar och dess största längd är 210 meter i öst-västlig riktning. Det finns inga samhällen i närheten.